# I Am Sam
I Am Sam er en amerikansk dramafilm fra 2001. Den er instrueret af Jessie Nelson og skrevet af Kristine Johnson og Jessie Nelson. 

## Handling
Sam er udviklinghæmmet og lige blevet far til en datter Lucy Diamond Dawson. Moren stikker af lige efter hun har født og lader Sam i stikken med Lucy. Men efter årene bliver det sværere og sværere for Lucy. En dag hvor Sam skal holde en overraskelsesfest for Lucy, bliver Lucy taget fra Sam, og de skal om en måned i retten om Sams rettigheder til sin datter. Han møder advokaten Rita Williams der vil ordne hans sag gratis. Det bliver den største sag, som Rita Harrison Williams tager sig af.

## Medvirkende
| Rolle                  | Skuespiller       |
| ---------------------- | ----------------- |
| Sam Dawson             | Sean Penn         |
| Rita Harrison Williams | Michelle Pfeiffer |
| Lucy Diamond Dawson    | Dakota Fanning    |
| Lucy som 2-årig        | Elle Fanning      |
| Annie Cassell          | Dianne Wiest      |
| Magaret Calgrove       | Loretta Devine    |
| Mr. Turner             | Richard Schiff    |
| Randy Carpenter        | Laura Dern        |

## Eksterne Henvisninger
- I Am Sam på Internet Movie Database (engelsk)
- I Am Sam på Filmdatabasen
- I Am Sam på Scope
- I Am Sam i Svensk Filmdatabas (svensk)
- I Am Sam på AlloCiné (fransk)
- I Am Sam på MovieMeter (nederlandsk)
- I Am Sam på AllMovie (engelsk)
- I Am Sam hos American Film Institute (engelsk)
- I Am Sams profil hos Encyclopædia Britannica Online (engelsk)
- I Am Sam på Turner Classic Movies (engelsk)